# Saptarishi

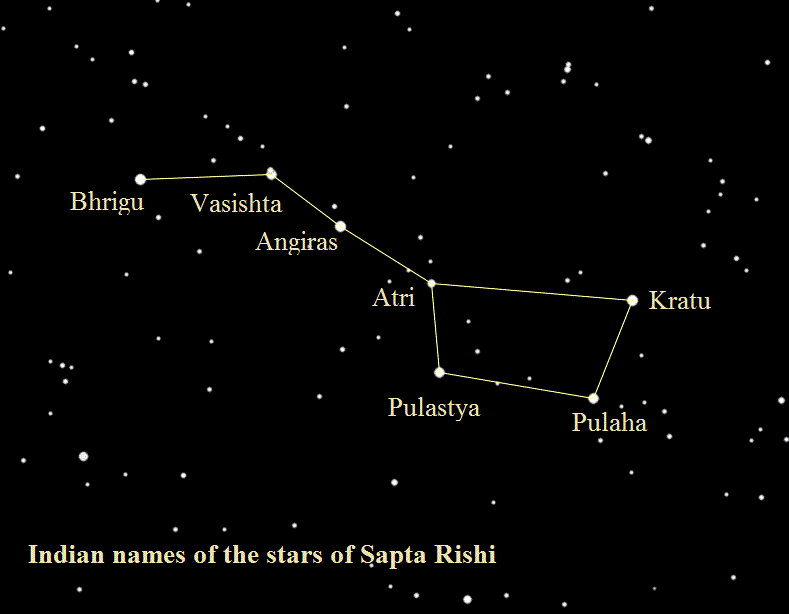
Sterne des Sapta Rishi (Ursa Major) mit ihren indischen astronomischen Namen

Saptarishi (Sanskrit सप्तऋषि saptaṛṣi, auch सप्तर्षि saptarṣi) ist in der indischen Mythologie eine Gruppe von sieben Rishis („Weise“, „Seher“), die laut Atharvaveda durch ihr Opfer die Welt gestalteten. 
Die sieben Rishis werden in den Brahmanas als typische Repräsentanten der mythischen Periode erwähnt; im Shatapatha Brahmana 14,5,2,6, sind ihre Namen Gautama, Bharadvaja, Vishvamitra, Jamadagni, Vasishtha, Kashyapa und Atri. Im Mahabharata werden Marici, Atri, Angiras, Pulaha, Kratu, Pulastya und Vasishtha genannt.
Zugleich bezeichnet Saptarishi in der indischen Astronomie eine aus sieben Sternen bestehende Konstellation, die unserem Großen Wagen entspricht.